# 이현석 (음악인)
이현석(영어: Lee Hyun Suk, 1969년 12월 14일 ~ )은 대한민국의 록 음악가이자 기타 연주자이다. 1992년 《Sky High》라는 앨범으로 데뷔하였다. 네오 클래시컬 메탈을 지향하며 국내 속주기타의 선두주자로 알려져있다.

## 음반

### 정규 음반
- 1집 - Sky High (1992년 12월 1일, 서울음반)
- 2집 - 학창시절 (1994년 9월 23일, 예당음향)
- 3집 - Lee Hyun Suk 3 (1995년 11월, 월드뮤직)
- 4집 - New World (1998년  CREAM)
- 5집 - Myself (2005년 11월 3일, 도레미)

### 프로젝트 음반
- 이현석 프로젝트 - Lee Hyun Suk Project (1999년 12월, INDIE)
- 이현석 프로젝트 - METAL HONEY Live Ambum (2012년 6월)
- 20th ANNIVERSARY 기념앨범 (2013년 11월11일. SKY HIGH MEDIA)

### 참여 음반
- K2 4집 - Sweet Storm (2003년 6월 3일, 서울음반)

트랙6. 헤이 유 (작곡/편곡)
트랙12. Dead Or Alive (공동작사/작곡/편곡)
- 2004 인간시장 O.S.T (2004년, 도레미)

트랙8. Judgment Day (Gothic Rock/Inst.)
- 노블레스 - Romance After (2006년 2월 22일, 도레미미디어)

트랙3. Egoist (With 이현석)
- 김경호 1집 - 마지막기도 (1994년)

트랙1. 마지막기도 (Guitar)
- 김경호 3집 - 00:00 1998 (1998년 5월 26일, 다이렉트미디어)

트랙1. SHOUT (작사/작곡)
트랙6. 미완의 사랑 (편곡)
트랙8. Exodus (작사)
트랙9. 베수비우스 (작사)
트랙11. Higher To The Top (작사)
- 김경호 4집 - For 2000 Ad (1999년 4월 1일, 다이렉트미디어)

트랙1. For 2000 AD (작사)
트랙2. 버려! (작사/작곡)
트랙11. Rock'N Roll (작사)
- 김경호 5집 - Kim Kyungho-5th (2000년 7월 7일, 워너 뮤직 코리아)

트랙9. 나의 그리움은 너의 뒤에 (편곡)
트랙10. Good-Bye To My Love (작사/작곡)
트랙11. Tragedy (편곡)
- 김경호 6집 - The Life (2001년 8월 10일, PT Sony Music Entertainment Indonesia)

트랙2. Survival Game (작사/작곡)
트랙3. Shout(English Ver) (작사/작곡)
트랙4. 소중한 너에게 (작사/작곡)
트랙5. The Life(작사/작곡)
- 김경호 7집 - Open Your Eyes (2003년 8월 11일,)

트랙1. Oasis (작곡)
트랙5. Time Is Up (작사)
트랙10. Hi (작사/작곡)
- 김경호 7.5집 - 시작(始作) (2004년 7월 12일, 씨제이이엔엠)

트랙1. Man On The Silver Mountain (편곡)
트랙2. How? (작사/작곡)
트랙4. 떠나버려 (작사/작곡)
트랙7. 얘기 할 수 없어요 (편곡)
트랙8. 밤이면 밤마다 (편곡)
- 김경호 8집 - Alive (2006년 2월 23일, SONYBMG)

트랙5. 수호천사 (편곡)
- 김경호 9.5집 - Alive (2009년 6월 25일, 씨제이이엔엠)

트랙2. Face to Face (작사/작곡)
트랙5. 는개비 (작사/작곡)
트랙6. 비와 당신의 이야기 (편곡)
- 박완규 4집 - Exodus (2006년 5월 26일, 케이엠컬쳐)

트랙7. 절망의 끝에서 (작사/작곡)
트랙8. Exodus (작사/작곡)
트랙9. Rock Never Dies (작사/작곡)
트랙10. 함께라면 (작사/작곡)
- 가시 1집 - Back To Reality (2007년 4월 16일, 씨제이이엔엠)

앨범 프로듀싱/믹싱/마스터링
- 노호현 1집 - Birdseye Beauty (2008년 7월 21일, 미러볼뮤직)

앨범 믹싱
트랙2. Shadow Forest (Guitar)
- 라피아타 2집 - 2nd Movement (2015년 5월 12일, 디지탈레코드)

앨범 제작/프로듀싱

## 공연
- 게리무어 헌정 공연 12G神의 송가(頌歌) (2011년 4월 17일, AX-KOREA)
- STELLHEART&FRIEND (2013년 12월 7일,연세대 대강당)
- 20주년 앨범 기념 콘서트 (2014년 2월 21일,홍대 롤링홀)
- 이현석 프로젝트 콘서트 (2014년 4월 5일,Club SKY HIGH)
- 80's Night (2014년 5월 17일,Club SKY HIGH)

## 학력 사항
- 미국 메릴랜드 주립대 경제과학과 중퇴